# Komturzy ziemi chełmińskiej
Jest to chronologiczna lista komturów zakonu krzyżackiego sprawujących władzę w ziemi chełmińskiej od powstania komturstwa do roku 1334:
Komturzy ziemi chełmińskiej:
- Henryk von Merbitz 1248–1259
- Bertold von Nordhausen 1264–1268
- Konrad von Thierberg Starszy 1268–1270
- Bertold von Nordhausen 1274–1276
- Herman von Schönburg 1277–1289
- Konrad Stange 1289
- Jan von Alvensleben 1291–1296
- Konrad Sack 1296–1298
- Gunter von Schwarzburg 1299–1309
- Dytryk von Lichtenhain 1311–1313
- Henryk von Gera 1315–1319
- Otto von Lauterberg 1320–1333
- Konrad Kesselhut 1333–1334

Komturzy chełmińscy mieli swoją siedzibę na zamku w Lipienku.